# Sajátvektor és sajátérték
A lineáris algebrában egy lineáris transzformáció sajátvektora a vektortér olyan nemnulla vektora, amelyet a leképezés a skalárszorosába visz. Négyzetes mátrixok sajátvektorainak a mátrixhoz tartozó leképezés sajátvektorait nevezzük. A szóban forgó skalár értékek a sajátértékek. Sajátértékei és sajátvektorai adott esetben jól jellemzik a transzformációt, és fontos szerepet játszanak a matematika csaknem valamennyi ágában, például az algebrában, az analízisben, a geometriában. A fogalom számos hasznos alkalmazása létezik a fizikában, különösen fontos szerepet tölt be a kvantummechanikában, de bárhol szükség lehet a sajátértékekre és a sajátvektorokra, ahol differenciálegyenleteket használnak.

## Fogalmak
Ha V vektortér egy T test felett és A egy V {\displaystyle \rightarrow } V lineáris leképezés, akkor
- v∈V nemnulla vektort az A leképezés egy sajátvektorának nevezzük, ha létezik olyan λ ∈ T, hogy teljesül az

{\displaystyle \mathbf {Av} =\lambda \mathbf {v} }
egyenlőség
- a λ skalárt az A egy v sajátvektorához tartozó sajátértékének nevezzük, ha Av=λv
- a λ skalárt az A sajátértékének nevezzük, ha van A-nak olyan sajátvektora, amihez λ mint sajátérték tartozik
- a λ sajátértékhez tartozó sajátaltér mindazon sajátvektorok által kifeszített altér, melyekhez λ mint sajátérték tartozik
- a λ sajátérték geometriai multiplicitása a λ-hoz tartozó sajátaltér dimenziója
- ha V véges dimenziós, akkor A spektruma az A sajátértékeinek halmaza.

## Tulajdonságok
- Ha λ egy invertálható mátrix sajátértéke, akkor 1/λ a mátrix inverzének sajátértéke
- Egy valós mátrix spektruma megegyezik a mátrix transzponáltjának spektrumával
- Egy mátrix sajátértékeinek összege a mátrix nyoma, és a sajátértékek szorzata a mátrix determinánsa
- A főtengelytétel miatt a valós szimmetrikus mátrixok és a komplex önadjungált mátrixok minden sajátértéke valós. Ezek előjelétől függően a mátrix lehet:
  - pozitív definit, ha minden sajátérték pozitív
  - pozitív szemidefinit, ha minden sajátérték ≥0
  - negatív szemidefinit, ha minden sajátérték ≤0
  - negatív definit, ha minden sajátérték negatív
  - indefinit minden más esetben
- Azok a mátrixok, amik felcserélhetők a transzponáltjukkal, ortogonális bázisban diagonalizálhatók. Ilyenek például a szimmetrikus, az önadjungált, az ortogonális és az unitér mátrixok
- Minden komplex mátrix hasonló egy háromszögmátrixszal, aminek a főátlója éppen a sajátértékeket tartalmazza
  - Továbbá hasonló egy blokkos diagonálmátrixszal, amiben a blokkok a sajátértékeket tartalmazzák, esetleg mellettük egy átlóban egyesek állnak. Ez a mátrix Jordan-féle normálformája
- Jelöljön A egy szimmetrikus mátrixot! Ekkor Sylvester tehetetlenségi tétele miatt minden olyan S invertálható mátrixra, amire az STAS mátrix diagonális, az STAS mátrix főátlóján álló elemek előjele mindig ugyanaz marad

## Sajátérték és sajátvektor meghatározása
Legyen adott egy A négyzetes mátrix.
A fenti definíciónak megfelelő sajátérték-egyenlet a következő:
{\displaystyle \mathbf {A} \cdot \mathbf {v} =\lambda \cdot \mathbf {v} }
Az I egységmátrix felhasználásával ez a következőképp írható:
{\displaystyle \mathbf {A} \cdot \mathbf {v} =\lambda \cdot \mathbf {I} \cdot \mathbf {v} } (az egységmátrixszal való szorzás nem változtatja meg a vektort)
{\displaystyle \mathbf {A} \cdot \mathbf {v} -\lambda \cdot \mathbf {I} \cdot \mathbf {v} =\mathbf {0} }, amiből v-t kiemelve (a disztributivitást kihasználva):
{\displaystyle \left(\mathbf {A} -\lambda \cdot \mathbf {I} \right)\mathbf {v} =\mathbf {0} }
A definícióban szerepel az a kikötés, hogy v vektor nem a nullvektor. Különben ebben az egyenletben {\displaystyle \lambda } tetszőleges lehetne.
Ha viszont nem nullvektor v esetén is nullvektor tud lenni a szorzat, akkor
{\displaystyle \det(\mathbf {A} -\lambda \mathbf {I} )=0}, ahol „det” a determinánst jelöli.
A fenti mátrix abban különbözik az eredeti A mátrixtól, hogy a főátlóban {\displaystyle a_{ii}} elemek helyett {\displaystyle a_{ii}-\lambda } elemek vannak, a többi elem viszont megegyezik.
Az A mátrix karakterisztikus polinomjának nevezzük a következő polinomot:
{\displaystyle P(\lambda )=\det(\mathbf {A} -\lambda \mathbf {I} )}
Ennek a polinomnak a foka megegyezik a mátrix dimenziójával, azaz egy {\displaystyle n\times n} dimenziós mátrixhoz legfeljebb {\displaystyle n} különböző sajátérték tartozhat.
A fenti módszer nem a legpraktikusabb módja a sajátértékek megkeresésének, hiszen a karakterisztikus polinom már 3×3-as mátrixok esetén is harmadfokú, aminek a megoldása nehézkes; ráadásul negyedfokúnál magasabb polinomokra nincs is megoldóképlet.
A {\displaystyle \lambda _{i}}-hez tartozó sajátvektorokat ezek alapján az
{\displaystyle (\mathbf {A} -\lambda _{i}\mathbf {I} )\mathbf {v} =\mathbf {0} }
egyenletből számíthatjuk ki.

### Példa: Pauli-mátrix sajátértékeinek és sajátvektorainak meghatározása
Feladat a következő Pauli-mátrix sajátértékeinek és sajátvektorainak a meghatározása:
{\displaystyle \sigma _{x}=\left({\begin{matrix}0&1\\1&0\end{matrix}}\right)}
A sajátérték-egyenlet a következő:
{\displaystyle \sigma _{x}\cdot \mathbf {v} =\lambda \cdot \mathbf {v} =\lambda \cdot \mathbf {I} \cdot \mathbf {v} }
Kiírva:
{\displaystyle \left({\begin{matrix}0&1\\1&0\end{matrix}}\right)\left({\begin{matrix}v_{1}\\v_{2}\end{matrix}}\right)=\lambda \left({\begin{matrix}1&0\\0&1\end{matrix}}\right)\left({\begin{matrix}v_{1}\\v_{2}\end{matrix}}\right)}
A jobb oldalt kivonva a bal oldalból és kiemelve v vektort, a következőt kapjuk:
{\displaystyle \left[\left({\begin{matrix}0&1\\1&0\end{matrix}}\right)-\lambda \left({\begin{matrix}1&0\\0&1\end{matrix}}\right)\right]\left({\begin{matrix}v_{1}\\v_{2}\end{matrix}}\right)=\left[\left({\begin{matrix}0&1\\1&0\end{matrix}}\right)-\left({\begin{matrix}\lambda &0\\0&\lambda \end{matrix}}\right)\right]\left({\begin{matrix}v_{1}\\v_{2}\end{matrix}}\right)=\left({\begin{matrix}-\lambda &1\\1&-\lambda \end{matrix}}\right)\left({\begin{matrix}v_{1}\\v_{2}\end{matrix}}\right)=0}
A mátrix karakterisztikus polinomja:
{\displaystyle P(\lambda )=\det \left({\begin{matrix}-\lambda &1\\1&-\lambda \end{matrix}}\right)=\lambda ^{2}-1}
A sajátértékek pedig {\displaystyle P(\lambda )=0} egyenlet megoldásai({\displaystyle \lambda ^{2}-1=0}), azaz a sajátértékek
{\displaystyle \lambda _{1}=1\,}
{\displaystyle \lambda _{2}=-1\,}
Az egyes sajátvektorokat tehát a következőképp határozhatjuk meg:
{\displaystyle \left({\begin{matrix}-1&1\\1&-1\end{matrix}}\right)\left({\begin{matrix}v_{1}^{(1)}\\v_{2}^{(1)}\end{matrix}}\right)=0}
A felső zárójeles index azt fejezi ki, hogy melyik sajátértékhez tartozó sajátvektorkomponensről van szó.
A fenti egyenlethez tartozó egyenletrendszer a következő:
{\displaystyle -v_{1}^{(1)}+v_{2}^{(1)}=0}
{\displaystyle v_{1}^{(1)}-v_{2}^{(1)}=0}
Melyekből következik, hogy {\displaystyle v_{1}^{(1)}=v_{2}^{(1)}}, vagyis az egyre normált sajátvektora {\displaystyle \lambda _{1}}-nek:
{\displaystyle \mathbf {v} ^{(1)}=\left({\begin{matrix}{\frac {1}{\sqrt {2}}}\\{\frac {1}{\sqrt {2}}}\end{matrix}}\right)}
{\displaystyle \lambda _{2}}-höz tartozó sajátvektor megkeresése teljesen ugyanúgy zajlik, ahogy azt fent láttuk:
{\displaystyle \left({\begin{matrix}1&1\\1&1\end{matrix}}\right)\left({\begin{matrix}v_{1}^{(2)}\\v_{2}^{(2)}\end{matrix}}\right)=0}
Az egyenlethez tartozó egyenletrendszer:
{\displaystyle v_{1}^{(2)}+v_{2}^{(2)}=0}
{\displaystyle v_{1}^{(2)}+v_{2}^{(2)}=0}
Vagyis {\displaystyle v_{1}^{(2)}=-v_{2}^{(2)}}, így {\displaystyle \lambda _{2}} normált sajátvektora:
{\displaystyle \mathbf {v} ^{(2)}=\left({\begin{matrix}-{\frac {1}{\sqrt {2}}}\\{\frac {1}{\sqrt {2}}}\end{matrix}}\right)}

### Numerikus módszerek
A negyedfokúnál magasabb fokú egyenletek nem oldhatók meg gyökjelekkel, ezért numerikus módszereket kell használni. Az egyenletek kiszámítása és megoldása hibaterjedéssel jár, ami már a hússzor húszas esetben a numerikus információ teljes elvesztésével jár. Ezért különféle módszereket dolgoztak ki a sajátértékek és a sajátvektorok meghatározására.
Ilyenek:
- QR-módszer
- hatványiteráció
- inverz iteráció
- Lánczos-módszer
- Arnoldi-módszer
- Jacobi-módszer

A sajátértékek becslésére a Gerschgorin-körök szolgálnak.

## Sajátalterek
Egy adott sajátértékhez tartozó összes sajátvektor és a nullvektor alteret alkotnak. Ezt az alteret az adott sajátértékhez tartozó sajátaltérnek nevezzük.

## Általánosítás
A funkcionálanalízis a függvényterek közötti leképezésekkel foglalkozik. Ezekhez is tartoznak sajátértékek és sajátvektorok; a sajátértékeket gyakran sajátelemeknek, a sajátvektorokat sajátfüggvényeknek hívják.